# Northumbrijská univerzita
Univerzita Northumbrie v Newcastlu (anglicky University of Northumbria at Newcastle), také Northumbrijská univerzita (anglicky University of Northumbria), je univerzita se nacházející se ve městě Newcastle upon Tyne v severovýchodní Anglii. Dříve sloužila k výuce polytechniky a v roce 1992 byla založena jako jedna z nově vznikajících univerzit. Je členem Aliance britských univerzit (University Aliance) a druhou nejznámější univerzitou v Newcastlu.

## Historie
Northumbrijská univerzita má počátky ve třech oblastních školách. Jednou z nich byla technologická škola Rutherford College of Technology, kterou založil evangelický kněz John Hunter Rutherford v roce 1880 a která byla oficiálně otevřena Jeho královskou Výsostí, Vévodou z Yorku, v roce 1894. Dalšími pak byly umělecká škola College of Art & Industrial Design a městská obchodní škola Municipal College of Commerce.

### Polytechnická škola v Newcastlu
V roce 1969 byly tyto tři instituce sloučeny a vznikla tak Polytechnická škola v Newcastlu. Poté, co se její součástí v letech 1974 a 1976 staly pedagogické školy City College of Education a Northern Counties College of Education, se tato škola stala hlavním oblastním centrem pro vzdělávání učitelů.

### Status univerzity
V roce 1992 byla Polytechnická škola v Newcastlu slavnostně nově otevřena jako Northumbrijská univerzita v rámci procesu probíhajícího po celé Británii, kdy se polytechnické školy postupně měnily na univerzity. Tato univerzita původně nesla název (a oficiálně se tak stále nazývá) Univerzita Northumbrie v Newcastlu (viz Statut univerzity), ale její obchodní jméno bylo v roce 2002 zjednodušeno na název Northumbrijská univerzita. Od roku 1995 vykonává působnost v oblasti vzdělávání zdravotnických pracovníků, kterou před ni vykonávala Národní zdravotní služba (National Health Service).

## Kampusy
Univerzita má dva velké kampusy – Městský kampus a kampus Coach Lane. Městský kampus (City Campus), který se nachází v centru Newcastlu, je rozdělen místní centrální rychlostní silnicí na Východní městský kampus (City Campus East) a Západní městský kampus (City Campus West). Oba kampusy jsou propojeny mostem, jehož výstavba stála 4 miliony liber. Most v roce 2008 oficiálně otevřel bývalý ministr obchodu a investic, Lord Digby Jones.

### Městský kampus
Ve Východním městském kampusu se nachází Katedra práva (School of Law), Katedra designu (School of Design) a Katedra ekonomie a podnikání (Newcastle Business School – NBS). Katedra práva a NBS se nachází v jedné budově a Katedra designu je umístěna naproti přes nádvoří.
Východní městský kampus, navržený britskou společností Atkins, byl otevřen v roce 2007 a obdržel ocenění severoanglického deníku The Journal a také vyznamenání za nízkoemisní stavební projekt roku.
V Západním městském kampusu sídlí Katedra filozofie a společenských věd (School of Arts & Social Sciences), Katedra stavebnictví a životního prostředí (Built & Natural Environment), Katedra informatiky (Computing, Engineering & Information Sciences) a Katedra přírodních věd (Life Sciences). V tomto kampusu se rovněž nachází Univerzitní knihovna, budova Studentské unie a sportovní areál Sport Central. Tento sportovní komplex sloužící studentům, zaměstnancům univerzity i místním obyvatelům byl otevřen v roce 2010 a jeho výstavba stála 31 milionů liber.
V budově Sutherland Building (dřívější Lékařská fakulta Durhamské univerzity) byl během druhé světové války umístěn námořní sklad a v letech 1945–78 v ní sídlila Fakulta zubního lékařství Durhamské univerzity.  Dnes se v této budově nachází administrativní úsek Northumbrijské univerzity, včetně Oddělení financí a plánování a Oddělení lidských zdrojů. Tato oddělení využívají prostory, jež se uvolnily po přestěhování Katedry práva do Východního městského kampusu.
Budova Studentské unie v Západním univerzitním kampusu prošla v létě 2010 kompletní přestavbou s náklady v řádu milionů liber. V rámci přestavby vznikla nová vstupní hala a celá řada volnočasových zařízení. Zrekonstruovány byly i barové prostory a kavárna.
V září 2016 Northumbrijská univerzita koupila od školy Newcastle College nemovitost Sandyford Building.

### Coach Lane
Druhý kampus se nachází 4 km od Newcastlu na ulici Coach Lane, z čehož pramení i jeho název. Nachází se v Cochrane Parku v blízkosti silnice A188 (Benton Road) ve volebním okrsku Dene (blízko Longbentonu), nedaleko Tyneview Parku.
V kampusu Coach Lane sídlí Katedra lékařství (School of Health) a Katedra učitelství a sociálních služeb (Social Work, Education & Community Wellbeing). V Kampusu Coach Lane se nachází knihovna a k dispozici jsou zde také počítače pro studenty. Kampus má svou vlastní studentskou unii a sportovní zařízení včetně krytých hřišť, fitness centra, venkovního fotbalového hřiště, hřiště na ragby a také hřiště s osvícením využitelného za každého počasí. Mezi oběma kampusy je zavedena bezplatná kyvadlová autobusová doprava.

### Londýnský kampus
Northumbrijská univerzita má od roku 2014 kampus i ve středu Londýna. Tento kampus se zaměřuje především na ekonomické studijní programy a nabízí navazující magisterské studium (zakončené titulem Master of Science) v oborech Marketing, Finanční management a Mezinárodní management. Nachází se v blízkosti několika stanic metra, například Aldgate nebo Liverpool Street. Studenti Northumbrijské univerzity studující v navazujícím studiu v Londýnském kampusu mohou během studia získat možnost absolvovat pracovní stáž.

## Organizační struktura
Northumbrijská univerzita nabízí 30 z 32 nejčastěji studovaných akademických disciplín v Británii, v důsledku čehož sama sebe označuje za všeobecnou univerzitu. Zaměřuje se na právo a podnikání, umění a design, výpočetní techniku, environmentalistiku, stavebnictví, aplikovanou medicínu, sportovní vědy, psychologii nebo vzdělávání učitelů.
Univerzita nabízí i “klinické” právní předměty akreditované Asociací právníků (Law Society) a Advokátní komorou (Bar Council). Tyto předměty umožňují absolventům po ukončení studia přímo nastoupit do práce v oboru. V rámci univerzity je zřízena Studentská právní poradna (Student Law Office), která je unikátním projektem klinického právního vzdělávání, v jehož rámci studenti jako součást svého akademického a profesního rozvoje poskytují právní poradenství a zastoupení skutečným klientům. Tyto služby poskytuje Studentská právní poradna jako plnohodnotné právní služby, stejně jako jakákoli jiná advokátní kancelář. Studenti pracují pod odborným dohledem právníků, kteří plně odpovídají za to, že klientům budou poskytnuty služby na skutečně profesionální úrovni.
Katedra designu v Newcastlu má také detašované pracoviště v londýnském Islingtonu.
Northumbrijská univerzita zaměstnává více než 3 200 zaměstnanců a nabízí přibližně 500 studijních programů prostřednictvím čtyř fakult:
- Fakulta umění, designu a společenských věd
- Fakulta ekonomie a práva
- Fakulta stavebnictví, strojírenství a životního prostředí
- Fakulta lékařství a zdravotnických věd

Činnost Northumbrijské univerzity má mezinárodní rozměr a výuka jednotlivých studijních programů probíhá v Newcastlu, Londýně i po celém světě. Nové studenty nabírá univerzita i v Asii, kde řada studentů studuje na partnerských univerzitách v Hongkongu, Singapuru, Malajsii, Bangladéši, Jižní Koreji i jinde.

## Akademický profil

### Výzkum
V hodnocení vědeckých výzkumů (Research Assessment Exercise) provedeném v roce 2008 britskými radami pro financování vysokoškolského vzdělávání byly některé výzkumy na Northumbrijské univerzitě v devíti z dvanácti hodnocených oblastí označeny za špičkové na celosvětové úrovni.
Významná ocenění za výzkum z období 2009/10 zahrnují grant výzkumného programu britského Ministerstva zdravotnictví na celostátní hodnocení péče o pacienty se stařeckou demencí. Tento průzkum byl veden Northumbrijskou univerzitou za spolupráce s Edinburskou univerzitou, Univerzitou v Newcastlu a Glamorganskou univerzitou.

### Reputace a hodnocení
V roce 2017 byla univerzitě uložena pokuta ve výši 400 000 liber poté, co byl dobrovolníkům při experimentu ve sportovních vědách podán stonásobek bezpečné dávky kofeinu. Dvěma studentům, kteří se dobrovolně přihlásili k účasti na experimentu věnovanému zkoumání účinků této látky na cvičení, byla podána místo 0,3 gramů dávka 30 gramů. Pracovníci, kteří výzkum prováděli, dávku zkoušeli vypočítat na mobilním telefonu a špatně si přečetli desetinnou čárku. Oba studenti byli hospitalizováni a jeden z nich si stěžoval na ztrátu krátkodobé paměti. V řízení před soudem vyšlo najevo, že univerzita nezajistila bezpečnostní školení personálu a neprovedla řádné vyhodnocení rizik a že podaná dávka se nacházela nad úrovní, o níž je známo, že představuje riziko smrti.

## Studentský život
Studentská unie Northumbrijské univerzity (NSU) má agitační a reprezentační funkci. Je dobročinnou nadací osvobozenou od povinnosti zápisu do rejstříku nadací a v jejím čele stojí pět studentských úředníků (prezident a čtyři viceprezidenti) a 19členná studentská rada.
Studentská unie nabízí studentům řadu aktivit, jako jsou např. NSU/Komunita, NSU/Média (která zahrnuje NSU/TV, NSU/Rádio a časopis NSU/Life), charitativní aktivita NSU/Rag (Raise and Give), NSU/Kluby, NSU/Pracovní uplatnění, program Cen vévody z Edinburghu a seznamovací a poznávací program Fast Friends určený především pro zahraniční studenty. Unie zastupuje studenty v akademických i neakademických záležitostech prostřednictvím celostátně uznávaného systému zástupců bakalářských i postgraduálních studentů.
V této univerzitní budově se nachází celá řada prostor, kde se studenti mohou scházet v bezpečném prostředí, především restaurace a kavárně Habita (dřívější Bar One), noční klub Domain (dříve The Venue) nebo bar Reds.
V roce 2011 NSU obdržela cenu Národní studentské unie pro nejlepší vysokoškolskou studentskou unii.
V roce 2016 pak obdržela cenu Národní studentské unie v kategorii Příležitosti pro studenty a druhé místo v kategorii Vzdělání.

## Významní absolventi
- Amanda Berry, výkonná ředitelka BAFTA[21]
- Rodney Bickerstaffe, dřívější generální tajemník druhé největší britské odborové organizace UNISON[22]
- Steve Cram, anglický atlet a televizní moderátor[23]
- Rick Dickinson, vynálezce počítače ZX81[24]
- Mary Glindon, poslankyně za volební obvod North Tyneside[25]
- Sir Jonathan Ive, průmyslový designér, vedoucí návrhář výrobků iMac and iPod společnosti Apple Inc.[26]
- Kevan Jones, poslanec za volební obvod North Durham[27]
- Emma Lewell-Buck, poslankyně za volební obvod South Shields[28]
- Neil Marshall, filmový režisér[23]
- Alexej Mordašov, ruský oligarcha[29]
- Sting, hudebník[23]